# Dardin
Dardin (toponimo romancio) è una frazione di 161 abitanti del comune svizzero di Brigels, nella regione Surselva (Canton Grigioni).

## Geografia fisica
Dardin comprende la località di Capeder e altri cinque piccoli insediamenti.

## Monumenti e luoghi d'interesse
- Chiesa parrocchiale cattolica di San Sebastiano, attestata dal 1664[1].